# Doi frați
Doi frați (Deux Frères) este un film de familie din 2004 regizat de Jean-Jacques Annaud. Acesta spune povestea a doi tigri separați când erau mici și se reîntâlnesc peste ani. Au fost folosiți peste 30 de tigri, majoritatea din grădinile zoologice franceze și thailandeze.

## Sinopsis
Acțiunea are loc în Cambodgia anilor '20 sub dominația Indochinei Franceze. Doi trigri sunt separați la scurt timp după naștere de acțiunile lui Aidan McRory (Guy Pearce), care intenționează să fure și să vândă statui antice. McRory este arestat și eliberat, și cedează puiul capturat ambasadorului. Sangha este dus în cuștile subterane ale unui magnat chinez. Între timp, Kumal ajunge la circ. În final, sunt trimiși în arenă. Ei nu se luptă, amintindu-și de perioada când erau mici, și încep să se joace. Evadează și fac prăpăd în tot orașul. Autoritățile i-au înconjurat și au dat foc zonei, dar Kumal nu s-a speriat de foc, săritura printr-uncerc în flăcări făcând parte din numărul său de circ. McRory este trimis să-i omoare, dar se întâlnește cu băiatul ambasadorului, care îl oprește. Tigrii se întâlnesc în cele  din urmă cu mama lor.

## Distribuție
- Guy Pearce ca Aidan McRory
- Freddie Highmore ca Raoul Normandin
- Jean-Claude Dreyfus ca Administratorul Eugene Normandin
- Oanh Nguyen ca His Excellency
- Vincent Scarito ca Zerbino
- Moussa Macakri ca Saladin
- Maï Anh Le ca Naï-Rea
- Philippine Leroy-Beaulieu ca Mrs. Normandin
- Kumal ca Himself
- Sangha ca Himself
- Mama Tigru
- Tatăl Tigru